# God Sigma/God Sigma Theme
God Sigma/God Sigma Theme è un singolo discografico de I monelli spaziali, composto dai doppiatori Davide Lepore e Paola Pezzolla, pubblicato nel 1981.

## Descrizione
God Sigma era la sigla dell'anime omonimo scritta da Arnaldo Grimaldi su musica e arrangiamento di Fabio Frizzi e Paola Pezzolla, sebbene quest'ultima non sia accreditata nei dischi, ma risulti tra gli autori SIAE. Sul lato b è incisa la versione strumentale.
Entrambi i brani sono stati inseriti nella compilation "JM Compilation".

## Tracce
Lato A
1. God Sigma – 2:40 (Arnaldo Grimaldi-Fabio Frizzi-Paola Pezzolla)

Lato B
1. God Sigma Theme – 2:40 (Arnaldo Grimaldi-Fabio Frizzi-Paola Pezzolla)